# 保利娜·施塔克
保利娜·施塔克（德語：Pauline Starke，1997年7月31日—），德国女子柔道运动员，2019年欧洲运动会女子57公斤级铜牌得主、2022年世界柔道锦标赛混合团体铜牌得主、2023年欧洲运动会混合团体银牌得主。